# Tiptoe (Hampshire)
Tiptoe est un petit village dans le New Forest National Park, dans le comté du Hampshire. 

## Le village

### Situation
Il se situe principalement dans la paroisse civile de Hordle et en partie dans la paroisse civile de Sway. 
Il se trouve à 2 km à l'ouest du village de  Sway et à environ 3 km au nord-est de la ville de New Milton.

### Population
Tiptoe a un peu moins de 100 habitants. 

### Commodités
Le village a deux églises et une école primaire avec une école maternelle associée,.
Une petite école y est spécialisée dans les enfants en difficulté.
L'église paroissiale est dédiée à Saint Andrew, elle dépend  de celle d'All Saints (Tous les saints) à Hordle.
Le magasin «Tiptoe Stores and Post Office » a été fermé en 2008 malgré une campagne pour le sauver.
Juste à l’extérieur du village se trouve l’Auberge de Plough ((en)Plough Inn), dont les locaux datent d’environ 1630.

## Histoire
Le nom du village provient d'un patronyme d'origine française enregistré au XIIIe siècle sous le nom de « Typetot ».
Un membre de la famille Tibetot est connu pour avoir détenu des terres dans la région de  Barton au début du XIVe siècle.
Le village a acquis une certaine notoriété dans les années 1880 lorsque Mary Ann Girling et sa secte religieuse des New Forest Shakers ont érigé des tentes dans une ferme de Tiptoe en 1879, expulsées de leur ancienne résidence de Forest Lodge à Hordle. Girling croyait apparemment que la seconde venue du Christ se produirait bientôt et qu'elle durerait éternellement. Girling est morte à la ferme de Tiptoe le 18 septembre 1886.
Une école a été construite à Tiptoe au début du XXe siècle, en remplacement d'une ancienne école située à proximité, à Wootton, qui a brûlé en 1914.

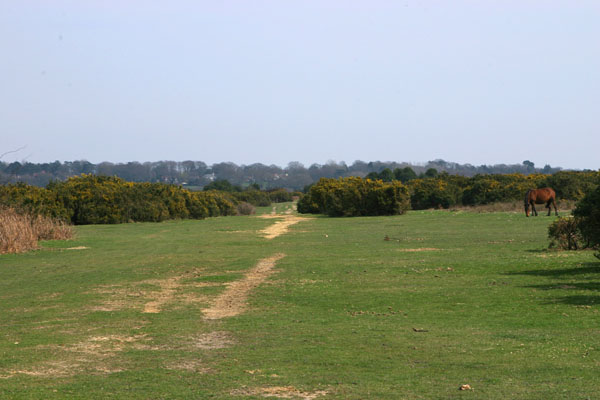
Au sommet de Marley Mount.
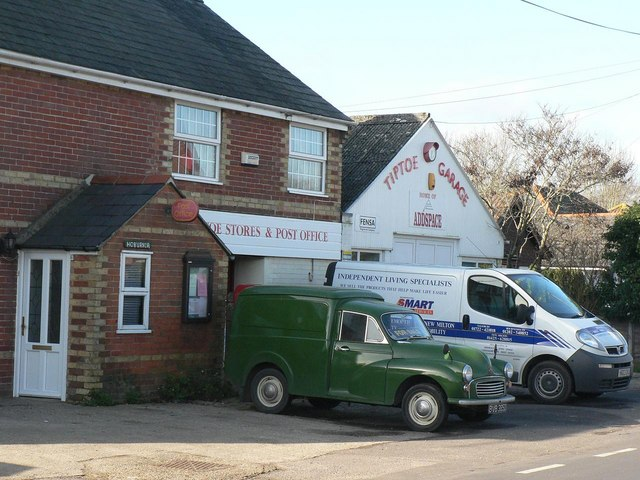
Bureau de poste et commerce.
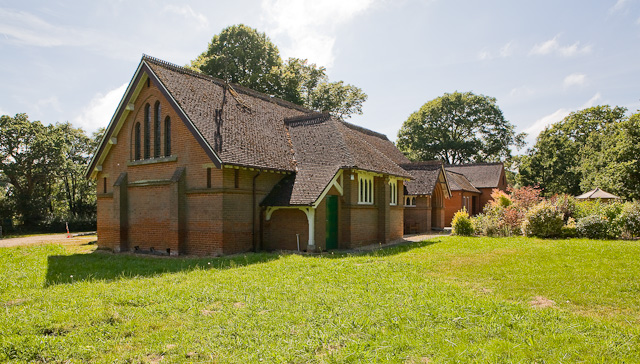
Église Saint-André.
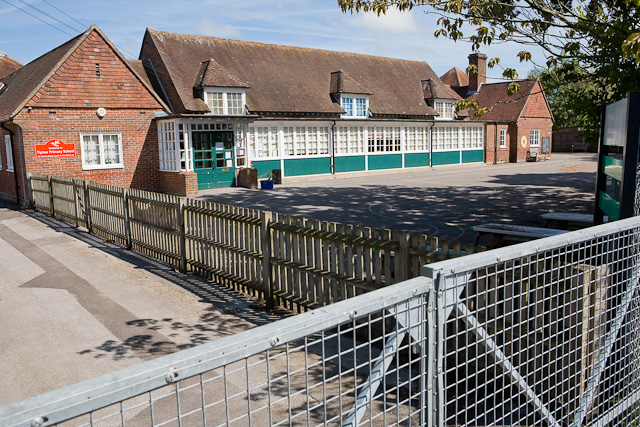
École primaire.
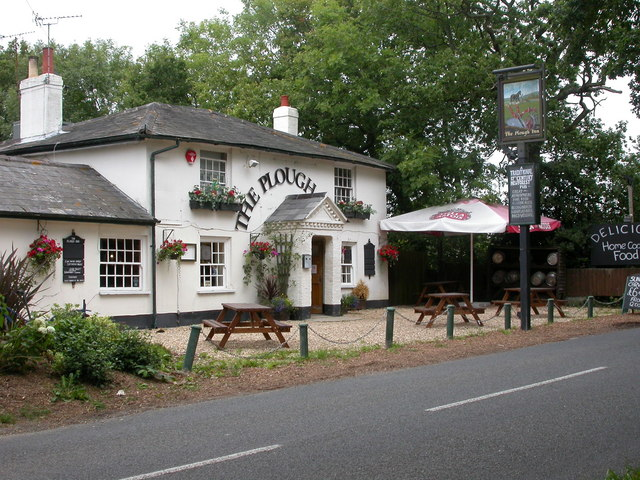
The Plough Inn.

St Andrew's Hall, sur Sway Road, à Tiptoe, est un bâtiment en tôle ondulée datant de 1870 environ. C'était à l'origine une chapelle de l'hôpital de Netley. Elle a été reconstruite à Tiptoe en tant que chapelle pour la Hordle Parish Church ; elle est maintenant utilisée comme salle commune.